# Filia hospitalis
Die filia hospitalis (neu-lat. „Gastwirtstochter“) war ein stehender Ausdruck der Studentensprache vom 18. bis ins 20. Jahrhundert hinein und bezeichnete im engeren Sinne die Tochter des Hauses, wo man als Student wohnte oder den Mittagstisch nahm. Im weiteren Sinne konnten mit diesem Begriff auch weibliche Angestellte bezeichnet werden, die für studentische Mieter oder Gäste hauswirtschaftlich oder gastronomisch tätig waren.

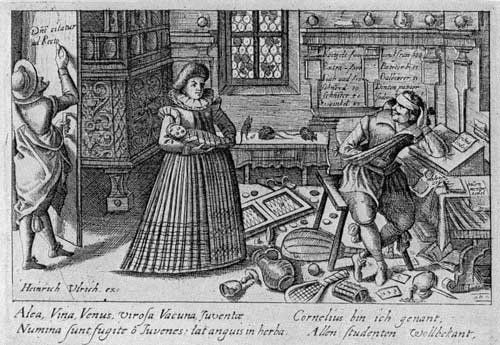
Cornelius Relegatus mit unehelichem Kind: Cornelius bin ich genant, allen Studenten wolbekant, Kupferstichblatt aus dem Speculum Cornelianum von 1608/1618

## Gesellschaftlicher Hintergrund
Seit dem Ende des Mittelalters und dem Beginn der frühen Neuzeit war die gesellschaftliche Situation an den deutschsprachigen Hochschulorten dadurch geprägt, dass nicht mehr alle Studenten in beaufsichtigten universitären Wohngemeinschaften (Bursen, Kollegien etc.) wohnen mussten, sondern sich von der meist ärmlichen Bevölkerung Beherbergungs- und Bewirtungsdienstleistungen einkaufen konnten. Da es sich dabei meist um junge Männer aus reichem Elternhause handelte, bildete sich in den provinziellen Kleinstädten (in Residenzstädten wurden selten Universitäten gegründet) bald eine Infrastruktur, die nach der Nachfrage der jungen Leute ausgerichtet war. Das Wohlstandsgefälle bewirkte, dass die Dienstleistungen der örtlichen Bevölkerung sich nicht auf Kost und Logis beschränkten, sondern die Töchter der Wirtsleute und anderes weibliches Dienstpersonal („Aufwärterinnen“) sich ziemlich schnell auch auf die sexuellen Bedürfnisse der Studenten ausrichteten. Viele Mädchen aus unterprivilegierten Familien mussten für die Prostitution herhalten.
Zwar gab es in vielen Universitätsstädten auch offizielle Prostitution und öffentliche Bordelle, aber eine entsprechende Tätigkeit von Hauspersonal erschien unauffälliger, da die jungen Frauen mit den Studenten oft unter einem Dach wohnten und sich auch in deren Schlafräumen aufhalten konnten, ohne Verdacht zu erregen. So schrieb der Göttinger Student Johann Nikolaus Becker in seinem 1798 erstmals herausgegebenen Tagebuch:
Ein Bordell wäre in Göttingen eher schädlich als nützlich. Wer würde es besuchen, solange es noch gefällige Aufwärterinnen giebt, die wohlfeiler und heimlicher zu haben sind, als die Mädchen in so einem Hause ...
Aus einigen Quellen wird ersichtlich, dass einige dieser Aufwärterinnen die Prostitution wohl auch zu ihrem Haupterwerb machten, wohl weil diese Tätigkeit deutlich einträglicher war als die Hausarbeit. So besagt eine Schrift aus dem Jahre 1785:
Viele ledige Weibs-Personen, wenn ihnen das Dienen nicht weiter gefällt, setzen sich auf ihre eigene Hand, ziehen bey leichtgesinneten Leuten zu miethe ein, und suchen sodann quaestum corporis zu treiben, sich auf solche Arth zu ernehren. ... Sie affiniren recht darauf, wie sie diesen oder [jenen] jungen Menschen an sich locken, zu ihren bösen Absichten zu verleiten und um Zeit, Geld und um die bisherige unschuldige Aufführung bringen mögen.
Eine weitere unerwünschte Erscheinung im Verhältnis der Studenten mit dem weiblichen Dienstpersonal waren heimliche „unstandesgemäße“ Eheschließungen. Die Universitätsbehörden hatten hier großes Interesse, gegen dieses Phänomen strikt vorzugehen, da solche Ereignisse den Ruf der Universität schädigen und Eltern davon abhalten konnten, ihre Söhne auf eine Universität zu schicken, von der derartiges bekannt war. Es war üblich, diese heimlich geschlossenen Ehen für nichtig zu erklären und gegen die Braut gerichtlich vorzugehen. Die Studenten waren in einem solchen Fall vor Verfolgung sicher.

## 18. Jahrhundert
Bereits im 17. und 18. Jahrhundert gibt es Literatur und bildliche Darstellungen, die sich mit den Zerstreuungen und Lastern auseinandersetzten, die die Studenten vom Studienerfolg abhielten. Regelmäßig wurden dabei auch die sexuellen Beziehungen zu den weiblichen Dienstboten thematisiert. Klischeehaft wird in den bildlichen Darstellungen dieser Jahrhunderte das akademische Versagen eines Studenten dadurch symbolisiert, dass ihm eine junge Frau ein uneheliches Kind vorhält.
So schuf auch der Nürnberger Kupferstecher Johann Georg Puschner wohl um 1725 unter dem Pseudonym Dendrono eine studentengeschichtlich bemerkenswerte Bilderfolge von Kupferstichen, die sich mit dem Studentenleben der damaligen Zeit an der Universität Altdorf befasst. Das Werk trägt den Titel Natürliche Abschilderung des academischen Lebens in gegenwärtigen Vierzehn schönen Figuren ans Licht gestellt von D. Der Leser erfährt nicht nur vieles über das Studium und den Studienerfolg, sondern auch viel über die damaligen Möglichkeiten der Freizeitgestaltung und über die Laster der jungen Leute. Die beiden letzten Bilder zeigen dabei in gnadenloser Konsequenz die Folgen studentischen Fehlverhaltens. Die Titel lauten: Der in aller Still abziehende Student und Der desperate Student. Die Anwesenheit weiblichen Dienstpersonals erscheint bei diesen Darstellungen akademischen Versagens als unverzichtbares Stereotyp.
| Der in aller Still abziehende Student Wer die Debauchen liebt auf denen hohen Schulen, und suchet noch darbey um Frauen Gunst zu buhlen der fällt in Schand und Schuld. Die Mittel gehen aus, die edle Zeit ist hin; kein Geld kommt mehr von Haus. Wann Schuldner nebst der Hur nun einen Menschen dringen Was Wunder! Wenn sie ihn fast zur Verzweiflung bringen. Das beste Mittel ist bey diesem harten Stand: Er reiß in höchster Still heim in sein Vatterland. |
| Der desperate Student So gehts, Wann Musen-Söhn im steten Luder liegen, sich nur an lauter Lust und keinem Buch vergnügen. Wann einer Tag und Nacht braviret, schmaußt und saufft, stets schwelget, reut und fährt, sich täglich balgt und raufft. So wandert alles fort: Der Leib verliert die Kräfften und tauget nicht einmal zu denen Kriegs-Geschäfften, greifft nach dem Bettelstab, zieht in der Still davon, und nimmt sich eine Hur, aus Desperation.       |

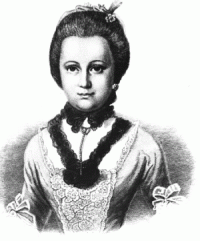
Anna Katharina Schönkopf

Auch Johann Wolfgang Goethe machte von 1766 bis 1768 während seines Studiums in Leipzig jugendliche Liebeserfahrungen mit der Tochter des Hauses, in dem er seinen Mittagstisch einnahm. Seine filia hospitalis, Ännchen Schönkopf, ist durch ihn in Form der Annettenlieder in die Literatur und Literaturgeschichte gekommen.
Annette an ihren Geliebten
Ich sah wie Doris bey Damöten stand,
Er nahm sie zärtlich bey der Hand;
Lang sahen sie einander an;
Und sahn sich um, ob nicht die Aeltern wachen,
Und da sie niemand sahn,
Geschwind - Genug sie machtens, wie wirs machen.
Im Frühjahr 1768 wird die Beziehung gelöst, die – wegen Goethes extremer Eifersucht auf echte oder vermeintliche Nebenbuhler – von Anfang an unter Belastungen gelitten hat.

## 19. Jahrhundert - Romantik und Kitsch

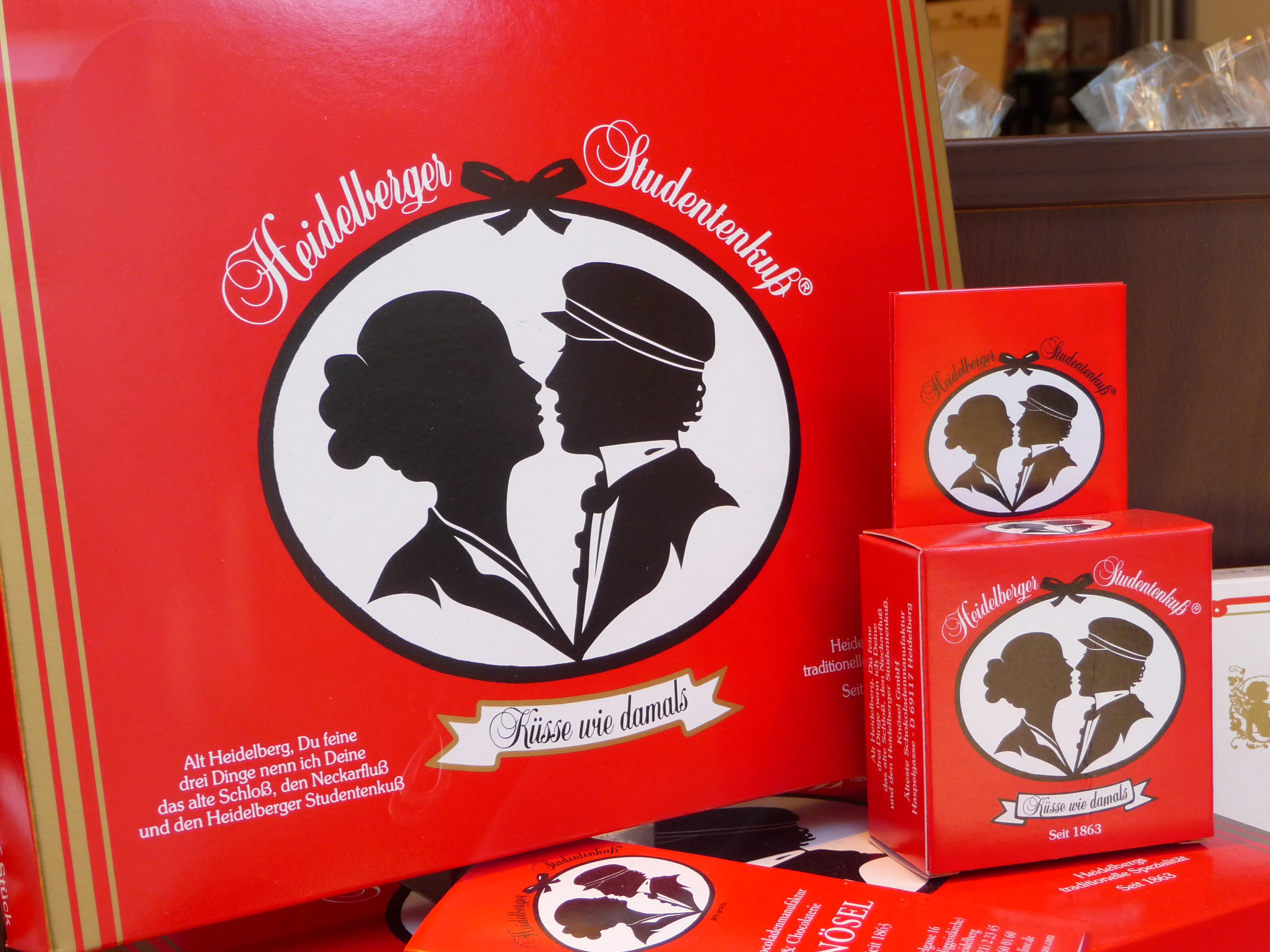
„Heidelberger Studentenkuß“ von 1863

In dem Lied Es zogen drei Bursche wohl über den Rhein von Ludwig Uhland aus dem Jahre 1809 bekennen sich gleich drei Studenten an der Totenbahre ihres „Wirtstöchterleins“ zu ihrer Liebe zu ihr.
1. Es zogen drei Bursche wohl über den Rhein,
|: bei einer Frau Wirtin, da kehrten sie ein. :| 
2. „Frau Wirtin, hat Sie gut Bier und Wein? 
|: Wo hat Sie Ihr schönes Töchterlein?“:| 
3. „Mein Bier und Wein ist frisch und klar. 
|: Mein Töchterlein liegt auf der Totenbahr'.“:| 
4. Und als sie traten zur Kammer hinein,
|: da lag sie in einem schwarzen Schrein.:| 
5. Der erste, der schlug den Schleier zurück 
|: und schaute sie an mit traurigem Blick: :| 
6. „Ach lebtest du noch, du schöne Maid! 
|: Ich würde dich lieben von dieser Zeit.“:| 
7. Der zweite deckte den Schleier zu 
|: und kehrte sich ab und weinte dazu: :| 
8. „Ach, daß du liegst auf der Totenbahr'! 
|: Ich hab' dich geliebet so manches Jahr.“:|
9. Der dritte hub ihn wieder sogleich 
|: und küßte sie an den Mund so bleich: :| 
10. „Dich liebt' ich immer, die lieb' ich noch heut 
|: und werde dich lieben in Ewigkeit.“ :|
(Text: Ludwig Uhland 1809, Melodie: Volksweise aus dem 18. Jahrhundert)

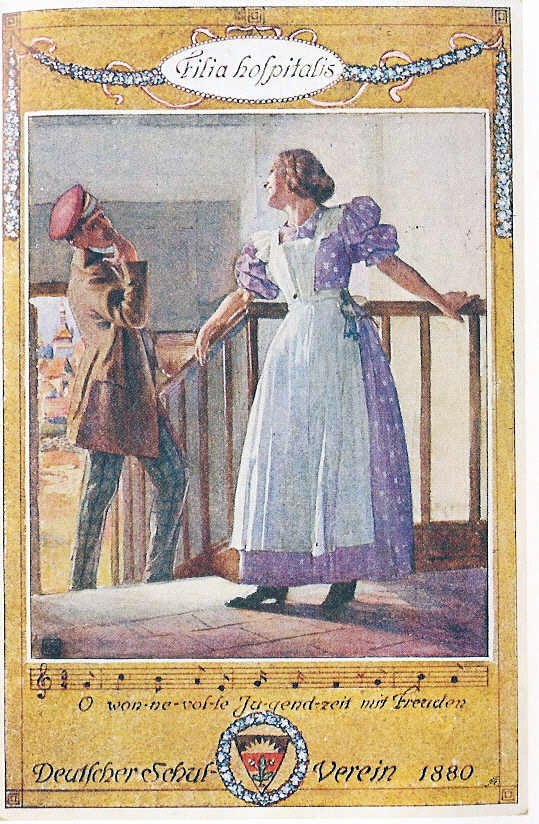
Romantisierende Umsetzung des Liedes von der filia hospitalis aus der zweiten Hälfte des 19. Jahrhunderts

Weitere im 19. Jahrhundert entstandene Studentenlieder romantisieren diese Situation weiterhin, indem sie die Begegnung zwischen dem jungen Studenten und dem Wirtstöchterlein oft als erste unschuldige junge Liebe darstellen. Besonders markant wurde der Begriff der filia hospitalis in dem vielzitierten Lied O wonnevolle Jugendzeit.
...
Ich kam als Krasser Fuchs hierher und spähte in den Gassen, 
Wo mir ein Bett und Zimmer wär’, den langen Leib zu fassen. 
Fand Sofa nicht, noch Stiefelknecht, und doch war mir die Bude recht, 
Denn keine ist aequalis der filia hospitalis. 
[aequalis (lat.) = „gleich“]
Sie ist ein gar zu herzig Kind mit ihren blonden Zöpfen, 
Die Füßchen laufen wie der Wind im Schuh mit Quast und Knöpfen; 
Die Schürze bauscht sich auf der Brust, allwo ich schau’ ist eitel Lust,
Und keine ist aequalis der filia hospitalis.
...
Vier Mieter hat sie: Der Jurist besucht nur feine Kreise,
Der Mediziner ist kein Christ, der Theolog – zu weise.
– Doch mir, mir dem Philologus, gab sie in Züchten einen Kuß,
Und keine ist aequalis der filia hospitalis.
...
(Text: Otto Kamp (1850–1922), Melodie Otto Lob (1834–1908))

## 20. Jahrhundert - Umkehr der Verhältnisse
Der Begriff und das Phänomen der Filia hospitalis verloren im Verlauf des 20. Jahrhunderts stark an Bedeutung. Gründe mögen das sinkende Wohlstandsgefälle zwischen den Studenten und der Wohnbevölkerung in den Universitätsstädten gewesen sein, das sich im weiteren Verlauf des Jahrhunderts sogar umkehrte. Spätestens seit dem Ende des Ersten Weltkriegs kamen Studenten nicht mehr nur aus wohlhabenden Familienverhältnissen, sondern mussten für ihren Lebensunterhalt arbeiten oder finanzielle Vergünstigungen der Gesellschaft in Anspruch nehmen. Nun waren es auch nicht mehr die Bürger, die für die Studenten arbeiteten, sondern die Abhängigkeit der Studenten von Nebenerwerbstätigkeiten nahm zu (siehe dazu: Werkstudent, Studentenjob, Ferienjob).

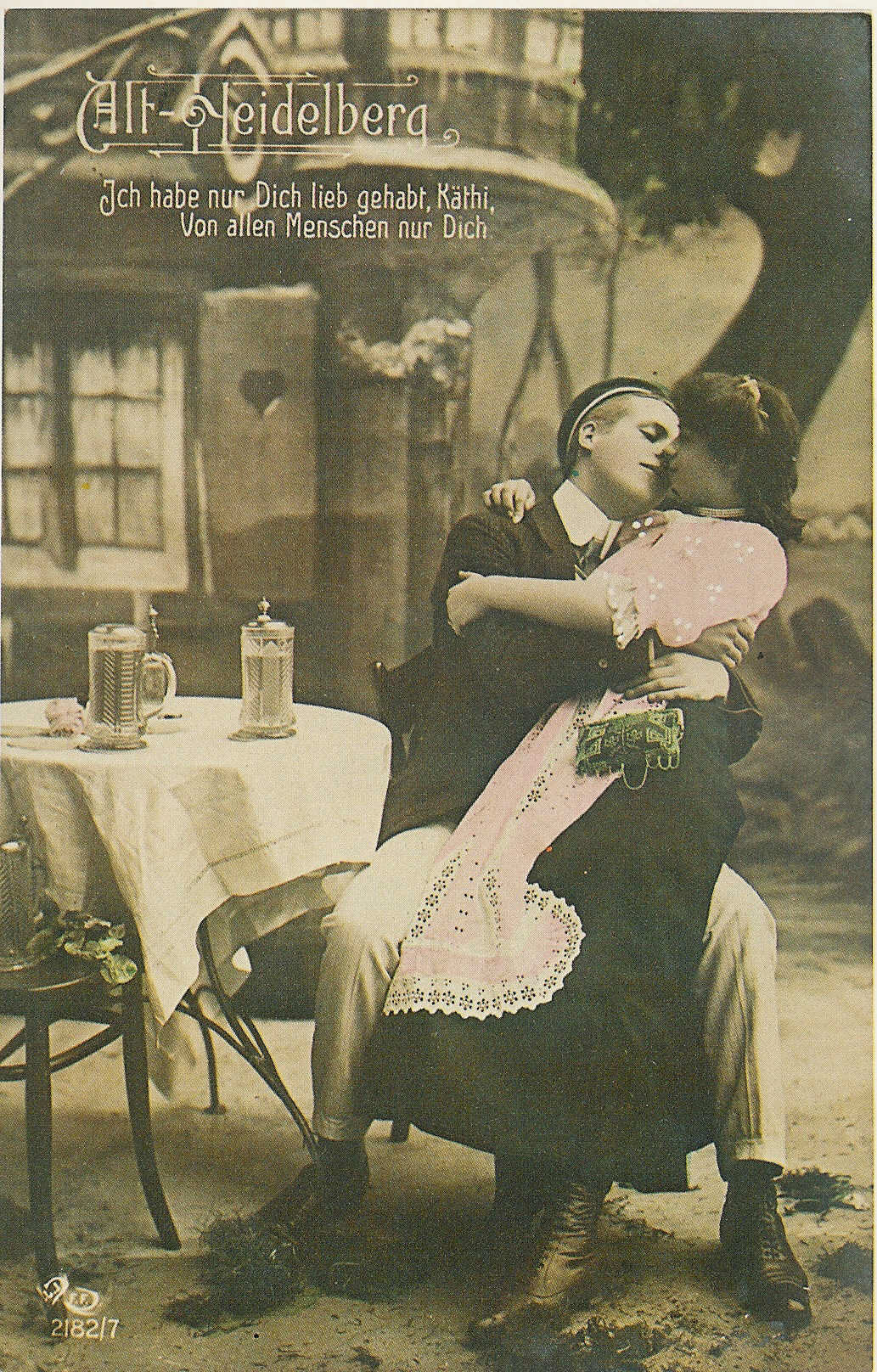
Studentenpostkarte mit Zitat aus dem Theaterstück Alt-Heidelberg

Die Filia hospitalis wurde zum Inbegriff der guten alten Zeit und blieb als Sujet in der Popularkultur noch einige Jahrzehnte präsent.
So verfasste Ferdinand Wittenbauer (1857–1922) ein Bühnenstück Filia hospitalis, das 1902 gedruckt und 1906 in Wien inszeniert wurde.
Noch größeren Erfolg hatte der Dramatiker Wilhelm Meyer-Förster mit seinem Theaterstück Alt-Heidelberg (Schauspiel in 5 Aufzügen, uraufgeführt am 22. November 1901 im Berliner Theater). In dem Stück wird Karl Heinrich, Erbprinz des fiktiven thüringischen Kleinstaates Sachsen-Karlsburg zum Studium nach Heidelberg geschickt, wo er eine fröhliche Zeit verlebt und sich in die Gastwirtstochter Käthie verliebt. Durch den unerwarteten Tod seines Vaters muss er früh die Thronfolge antreten und Heidelberg verlassen. Die Steigerung ihrer Liebesbeteuerungen bis zum tränenreichen Abschied der Liebenden wurde zum Genuss für das Publikum.

Karl Heinrich. Wir behalten uns, Käthie. Ich vergesse dich nicht und du mich nicht. Wir sehen uns nicht wieder, aber wir vergessen uns nicht. Meine Sehnsucht nach Heidelberg war die Sehnsucht nach dir, – und dich hab' ich wiedergefunden. (Küßt sie lange.) Leb wohl, Käthie. (Er geht.)

Käthie (steht mit schlaff herabhängenden Armen, sieht ihm nach).

Karl Heinrich (wendet noch einmal). Ich habe nur dich lieb gehabt, Käthie, von allen Menschen nur dich. (Küßt sie, geht.)

Käthie (steht stumm, starrt ihm nach, sekundenlang. Dann schlägt sie die Hände vor das Gesicht und schluchzt bitterlich).

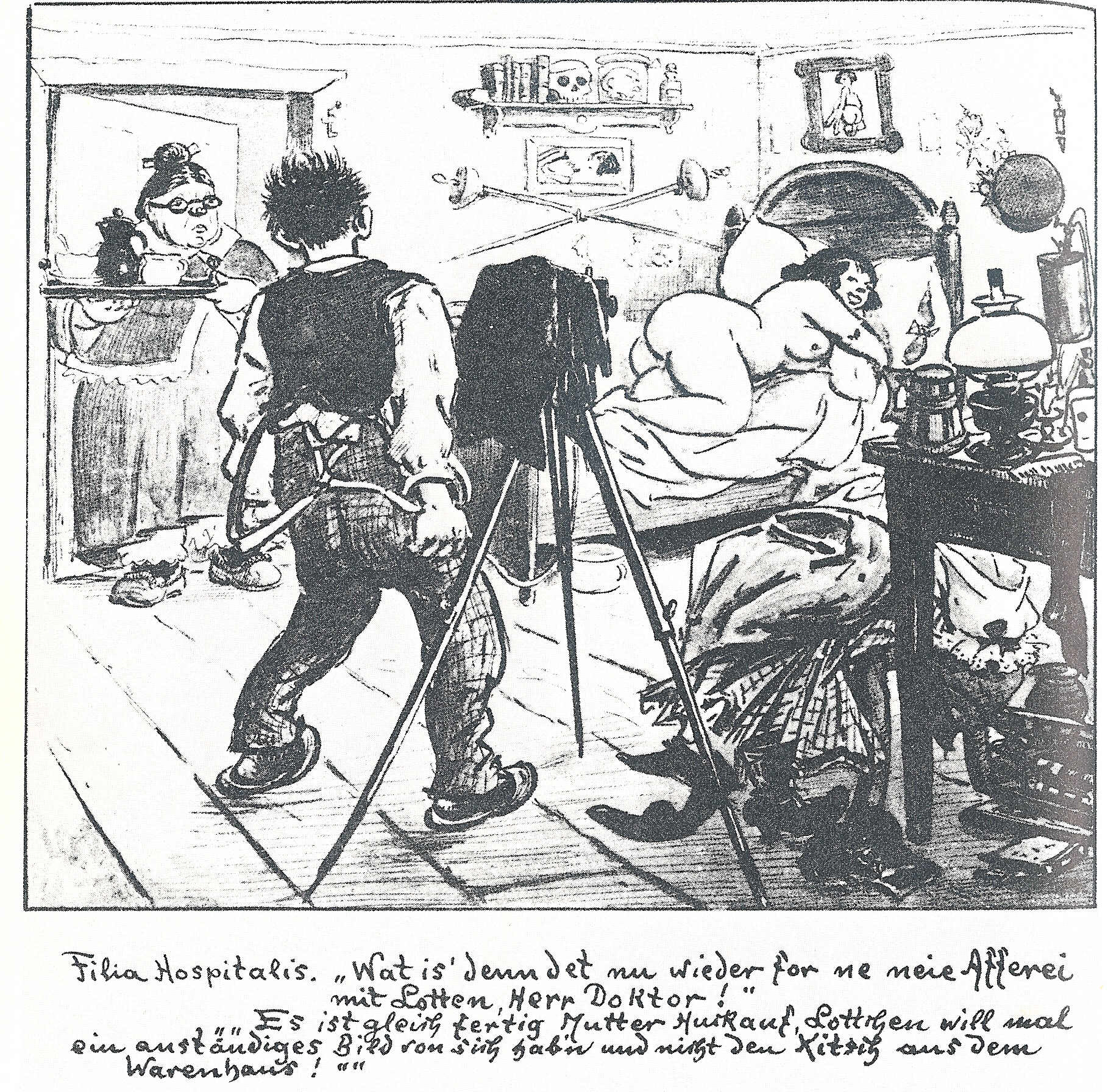
Die "Filia Hospitalis" in der satirischen Version von Heinrich Zille

Bei einem späteren Besuch in Heidelberg müssen beide jedoch erkennen, dass Standesgrenzen die Liebe unmöglich machen und dass Jugenderlebnisse in ihrer emotionalen Tiefe unwiederholbar sind. Die Handlung wurde im Jahre 1924 für ein Musical am Broadway (The Student Prince) umgearbeitet und erlebte bis in die 1950er Jahre mehrere Verfilmungen in den USA und Deutschland. Bis heute wird das Musical mit deutschen Dialogen und englischen Liedtexten jedes Jahr bei den Heidelberger Schlossfestspielen aufgeführt.
Neben der Kitschkultur nahm sich dann auch die Satire des Themas an. Die Filia hospitalis diente bisweilen als Aufhänger zur Verulkung des Studentenlebens.
Die Zunahme des Frauenstudiums und die sexuelle Revolution infolge der Ereignisse nach 1968 sorgten dann für eine vollkommen andere Situation. Gegen Ende des 20. und zu Beginn des 21. Jahrhunderts ist die Hälfte der Studierenden in Mitteleuropa weiblich. Das studentische Sozial- und Sexualleben spielt sich – gesellschaftlich akzeptiert – hauptsächlich innerhalb der Gruppe der Studierenden ab.
Buchveröffentlichungen in Deutschland, Frankreich und Großbritannien thematisierten im Jahre 2008 die Situation, dass mittlerweile zunehmend vor allem weibliche Studierende der Prostitution nachgehen, um das Studium zu finanzieren.

## Derfilius hospitalis

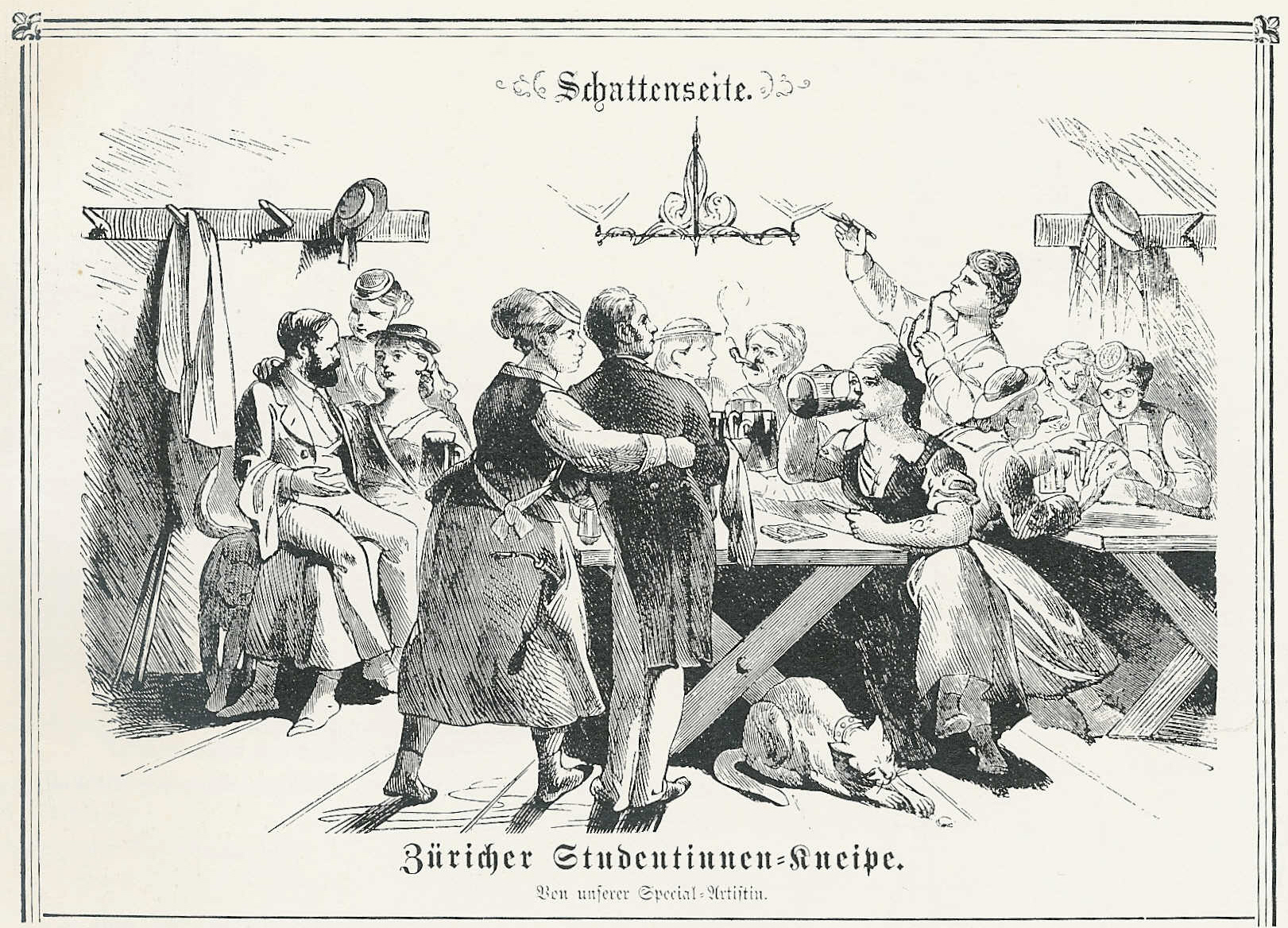
Schattenseite: Züricher Studentinnen-Kneipe 1872

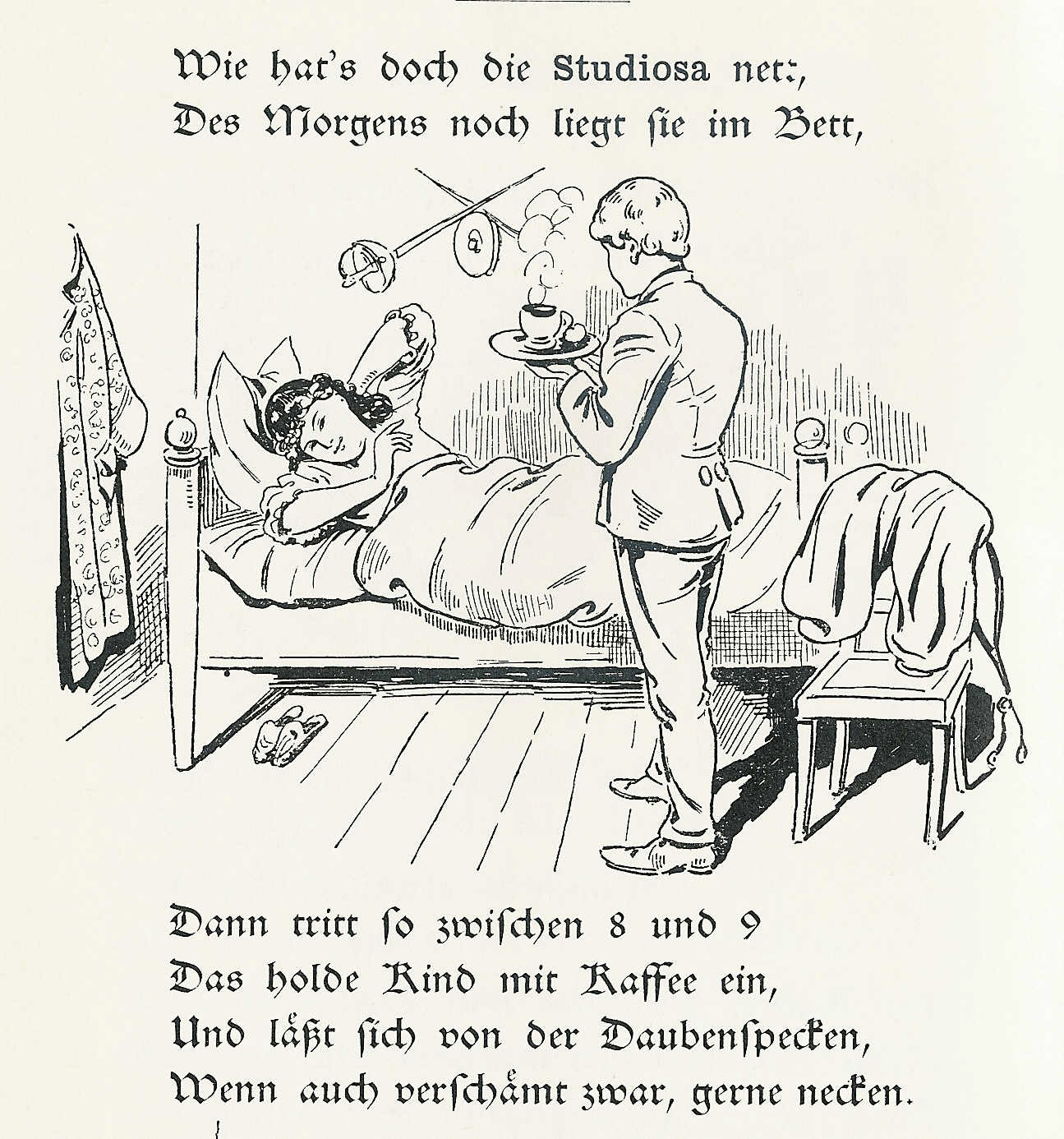
Der filius hospitalis, vertauschte Geschlechterrollen, Zukunftsvision von 1899

Frauen wurden in Deutschland erst vergleichsweise spät zum Studium zugelassen (1904 in Württemberg, 1908 in Preußen). Das Studentenleben wurde als reine Männerdomäne betrachtet, in der die Frauen nur dienende Funktion hatten und – wie aus vielen Abbildungen ersichtlich – oft auch sexuellen Belästigungen ausgesetzt waren. Im deutschen Sprachraum war die Universität Zürich Vorreiter bei der Einführung des Frauenstudiums. Hier konnten bereits 1840 erste Hörerinnen die Hochschule besuchen, seit 1863 konnten sie sich offiziell inskribieren. Positive und negative Erfahrungen aus Zürich spielten dann auch bei der politischen Diskussion zum Thema eine große Rolle.
Zahlreiche Karikaturen aus der zweiten Hälfte des 19. Jahrhunderts zeigen weibliche Studenten in typischen Szenen des (männlichen) Studentenlebens, wobei oft Männerfiguren die vorher den Frauen vorbehaltenen dienenden Funktionen ausüben (filius hospitalis). Dieser Verfremdungseffekt sollte wohl zur Verdeutlichung der „Unnatürlichkeit“ des Frauenstudiums dienen.